# Нидербронн-ле-Бен
Нидербронн-ле-Бен (фр. Niederbronn-les-Bains) — коммуна на северо-востоке Франции в регионе Гранд-Эст (бывший Эльзас — Шампань — Арденны — Лотарингия), департамент Нижний Рейн, округ Агно-Висамбур, кантон Рейшсоффен. До марта 2015 года коммуна являлась административным центром одноимённого упразднённого кантона (округ Агно).
Площадь коммуны — 31,4 км², население — 4387 человек (2006) с тенденцией к стабилизации: 4336 человек (2013), плотность населения — 138,1 чел/км².

## Население
Население коммуны в 2011 году составляло 4339 человек, в 2012 году — 4327 человек, а в 2013-м — 4336 человек.
| 1962 | 1968 | 1975 | 1982 | 1990 | 1999 | 2006 | 2008 | 2011 | 2012 | 2013 |
| ---- | ---- | ---- | ---- | ---- | ---- | ---- | ---- | ---- | ---- | ---- |
| 4074 | 4407 | 4461 | 4446 | 4372 | 4319 | 4387 | 4402 | 4339 | 4327 | 4336 |

Динамика населения:

## Экономика
В 2010 году из 2702 человек трудоспособного возраста (от 15 до 64 лет) 1979 были экономически активными, 723 — неактивными (показатель активности 73,2 %, в 1999 году — 73,2 %). Из 1979 активных трудоспособных жителей работали 1753 человека (956 мужчин и 797 женщин), 226 числились безработными (101 мужчина и 125 женщин). Среди 723 трудоспособных неактивных граждан 160 были учениками либо студентами, 313 — пенсионерами, а ещё 250 — были неактивны в силу других причин.

## Достопримечательности (фотогалерея)

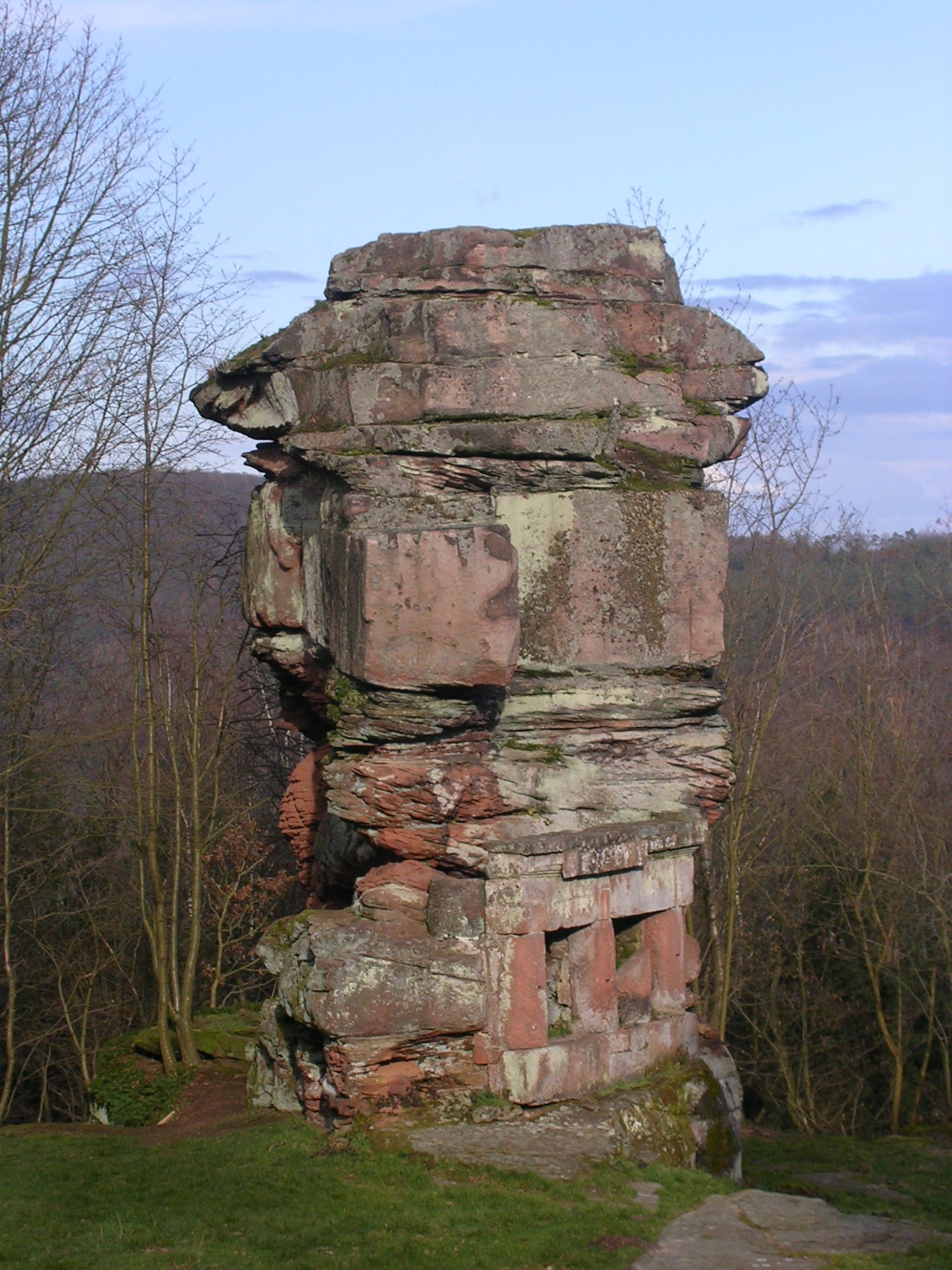
Спекула: римский памятник возле шато
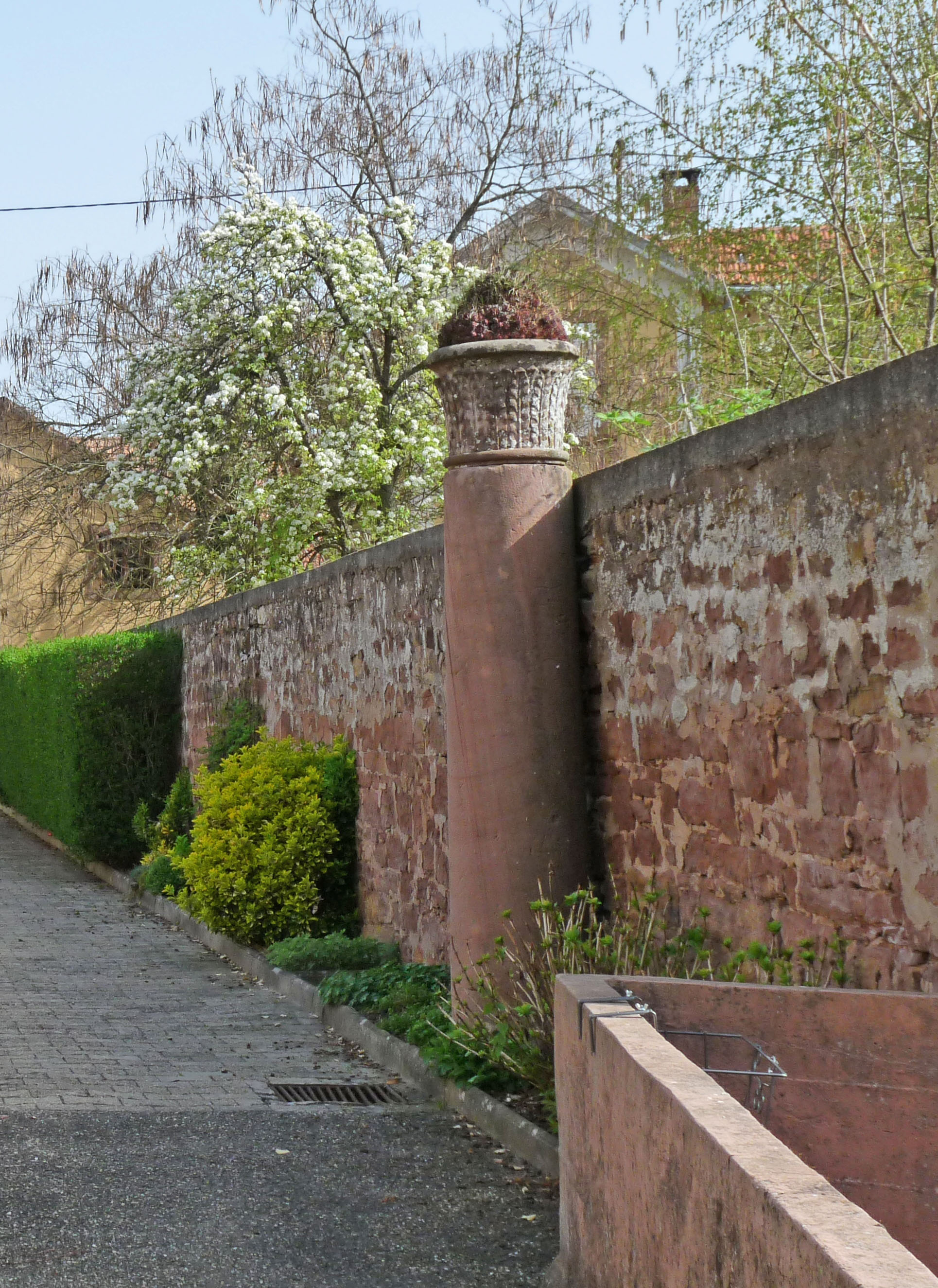
Римская колонна
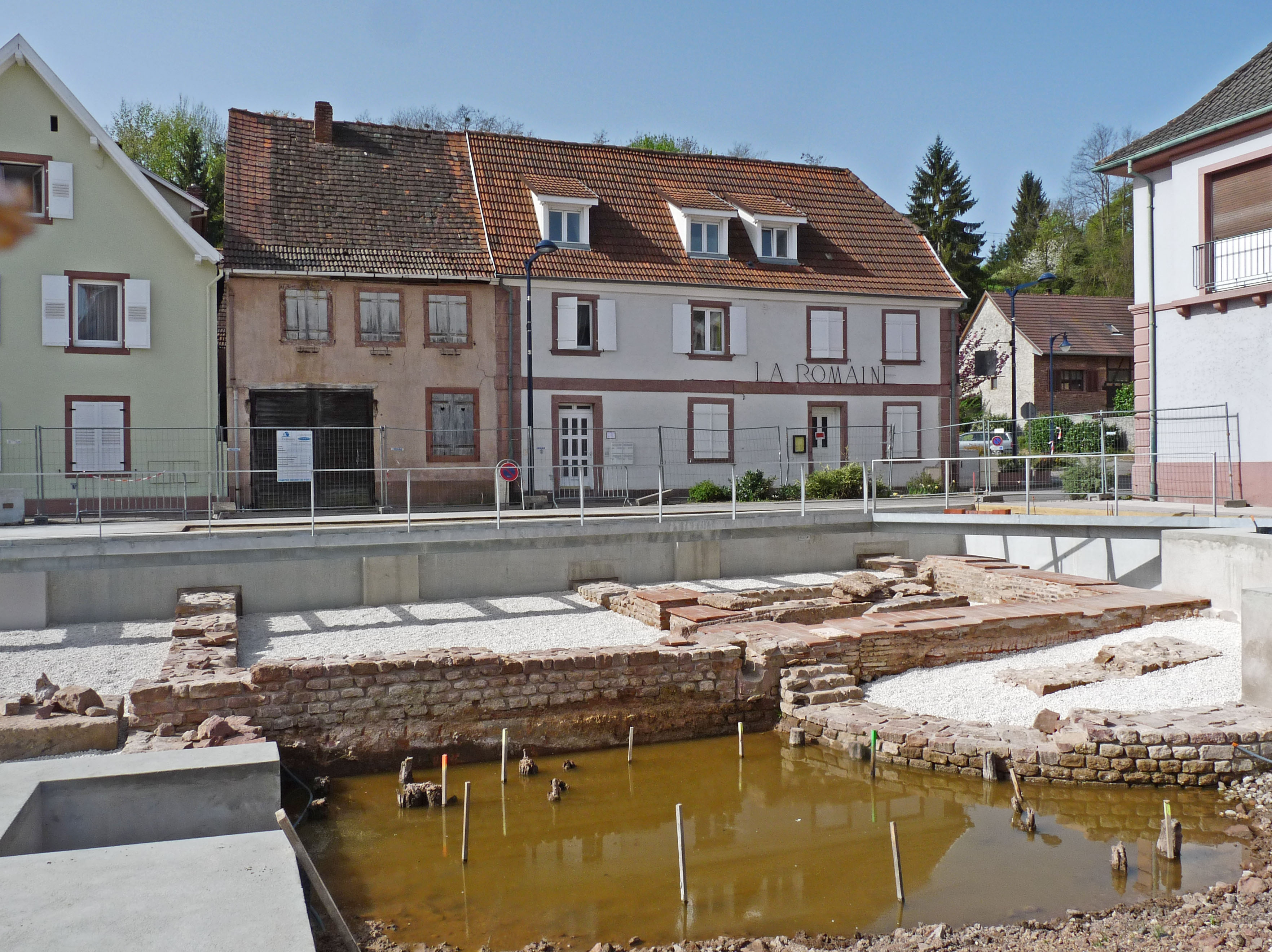
На площади Жан-Мархи
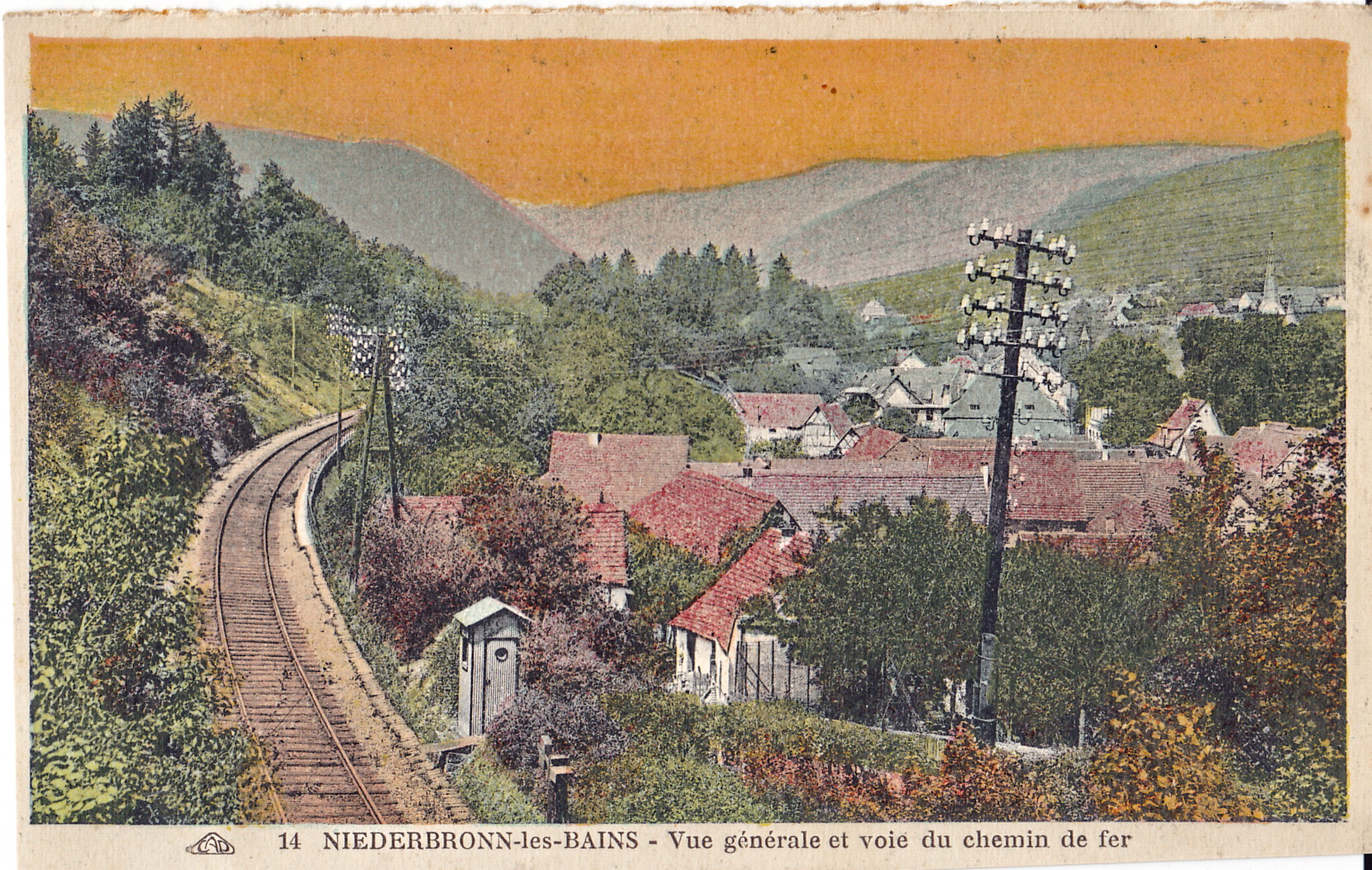
Вид на железную дорогу
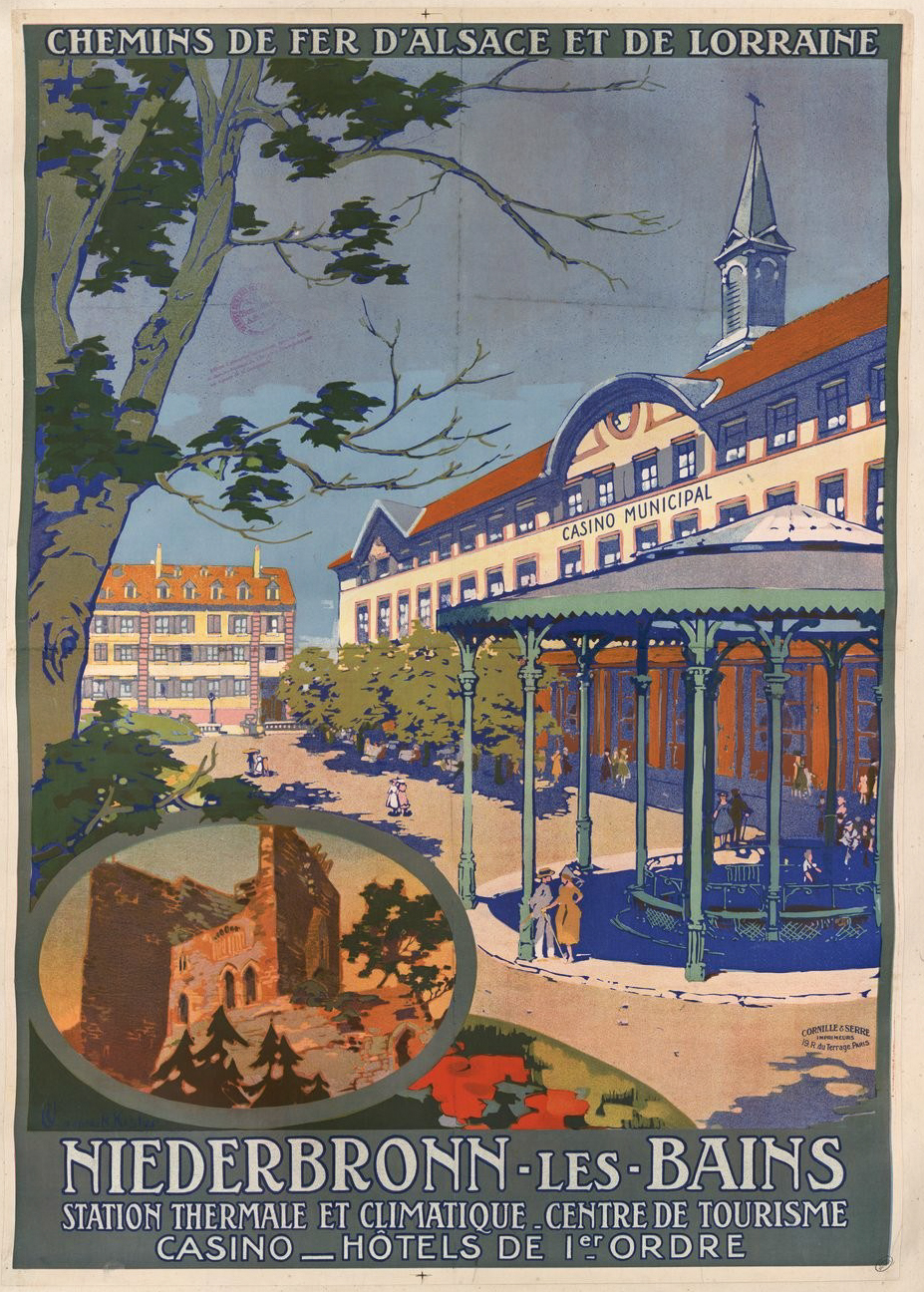
Казино (железные дороги Эльзаса и Лотарингии)
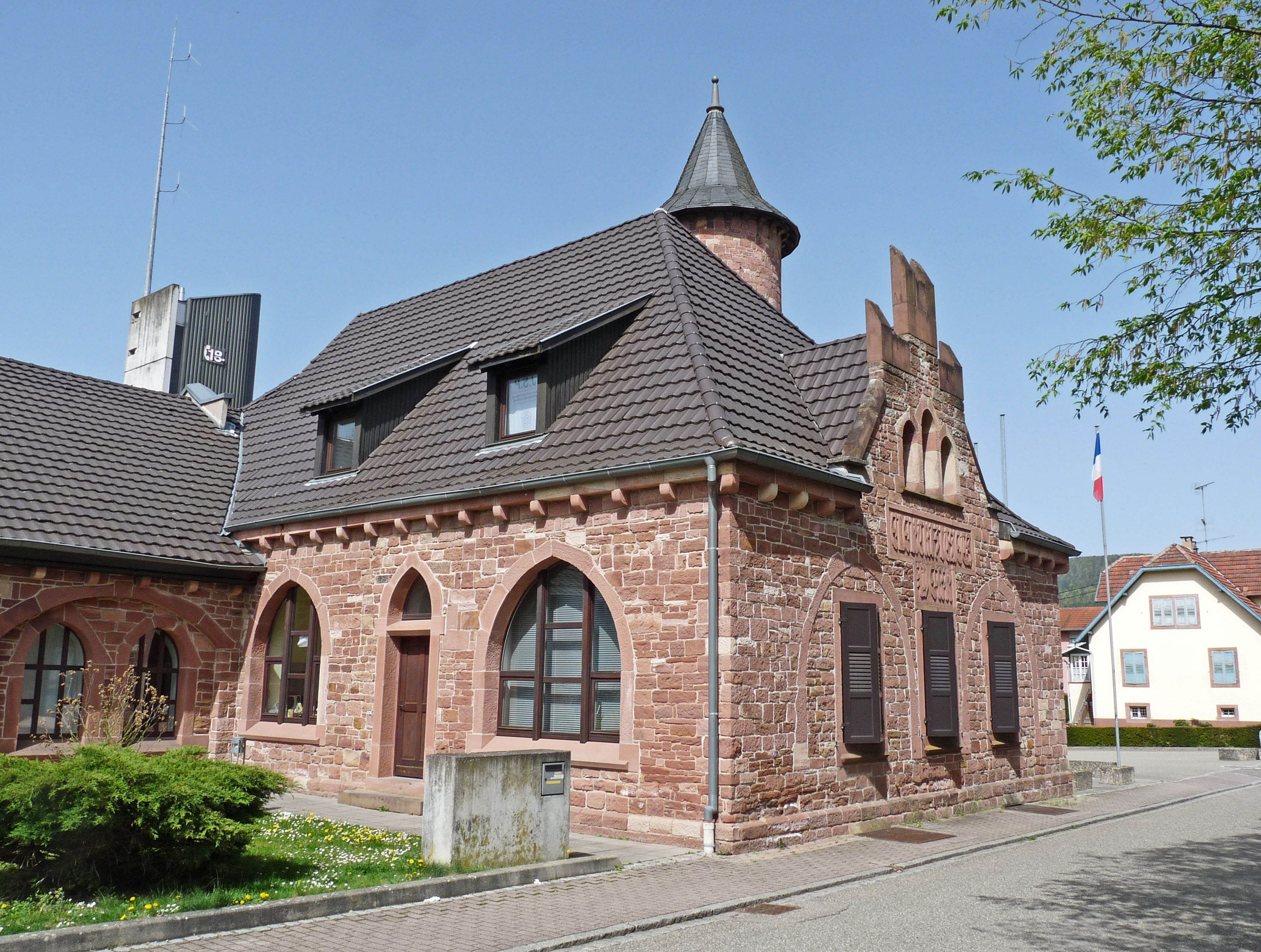
Здание старой электростанции
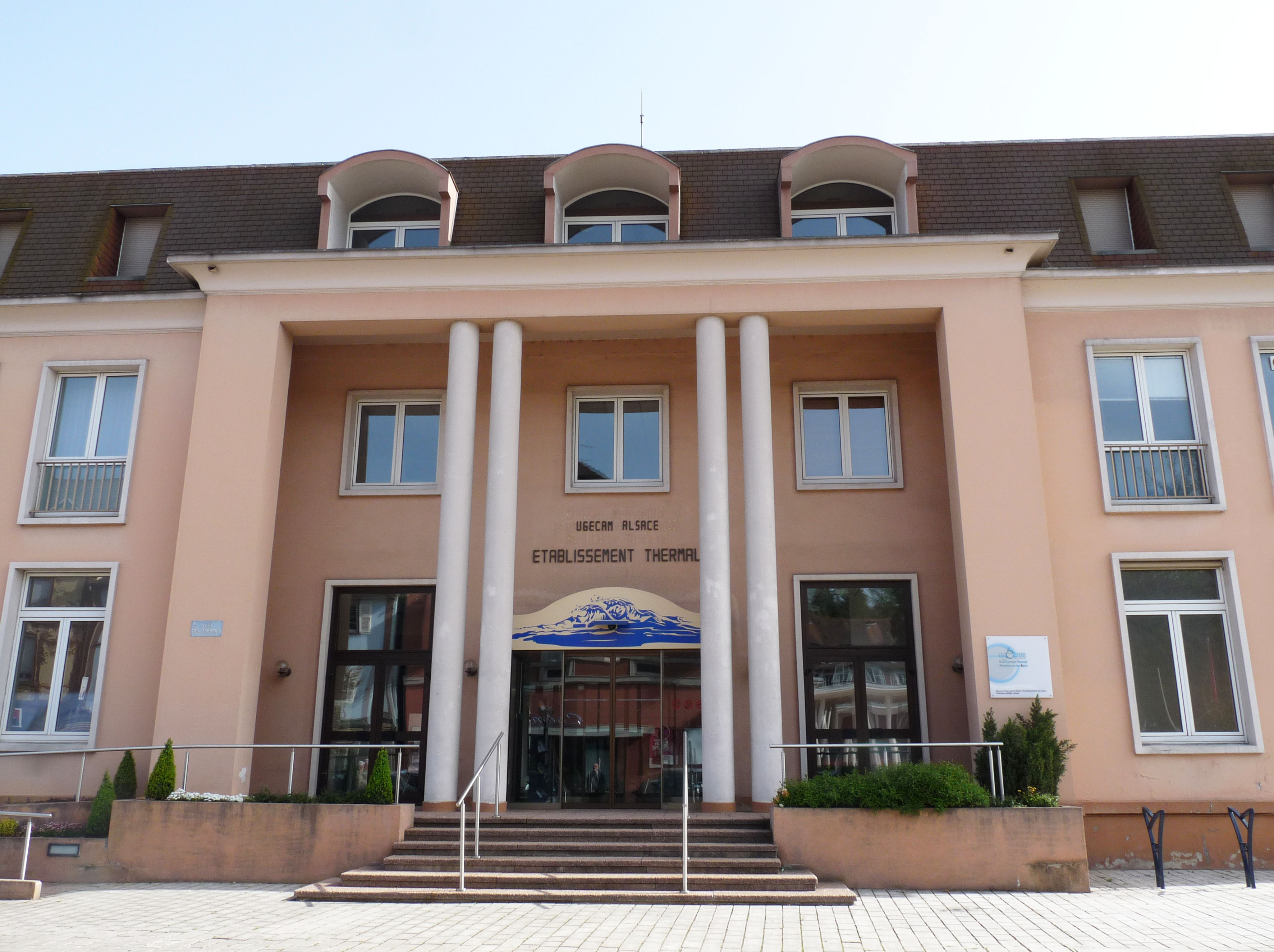
Термальный источник
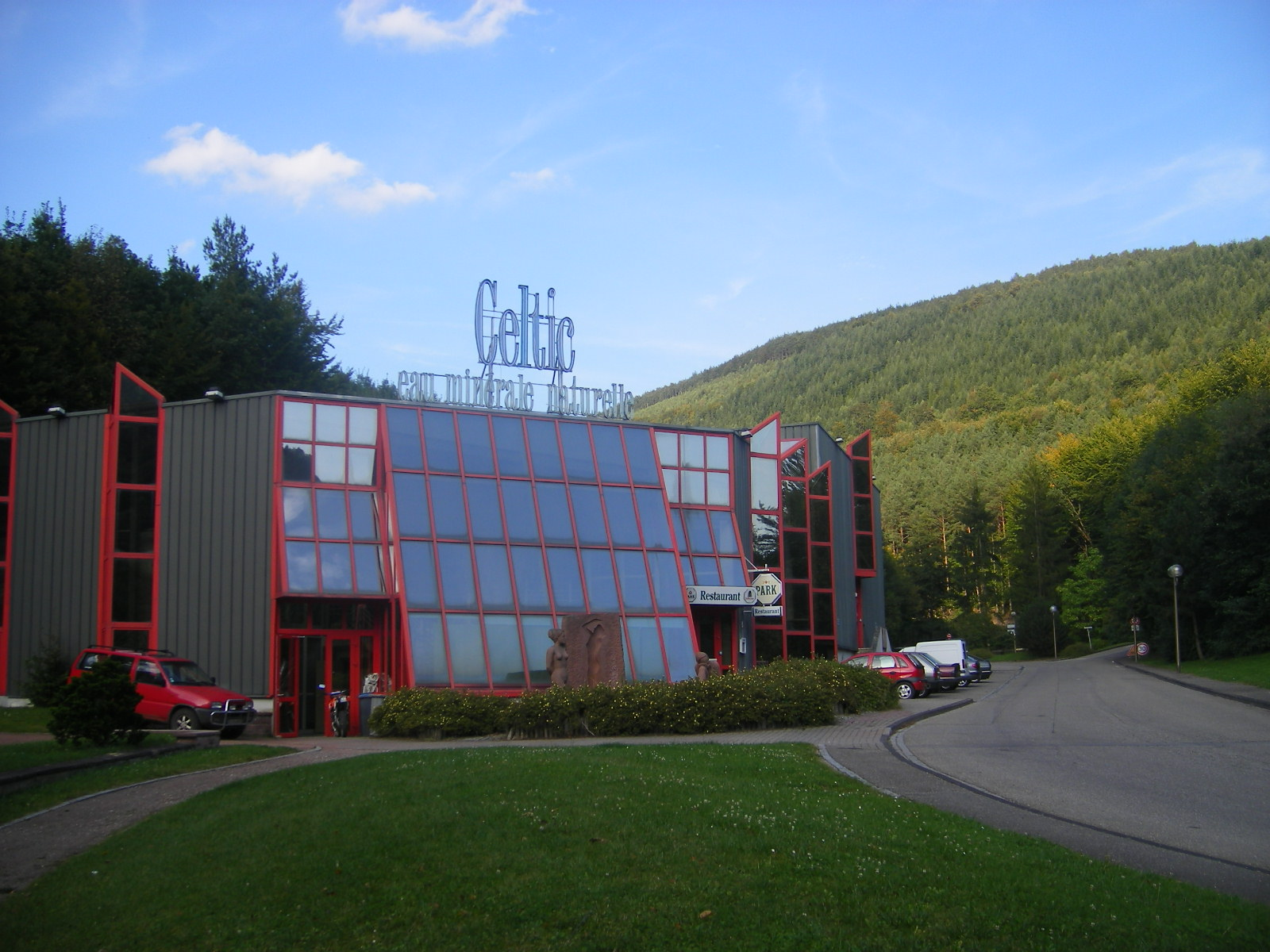
Источник природной минеральной воды
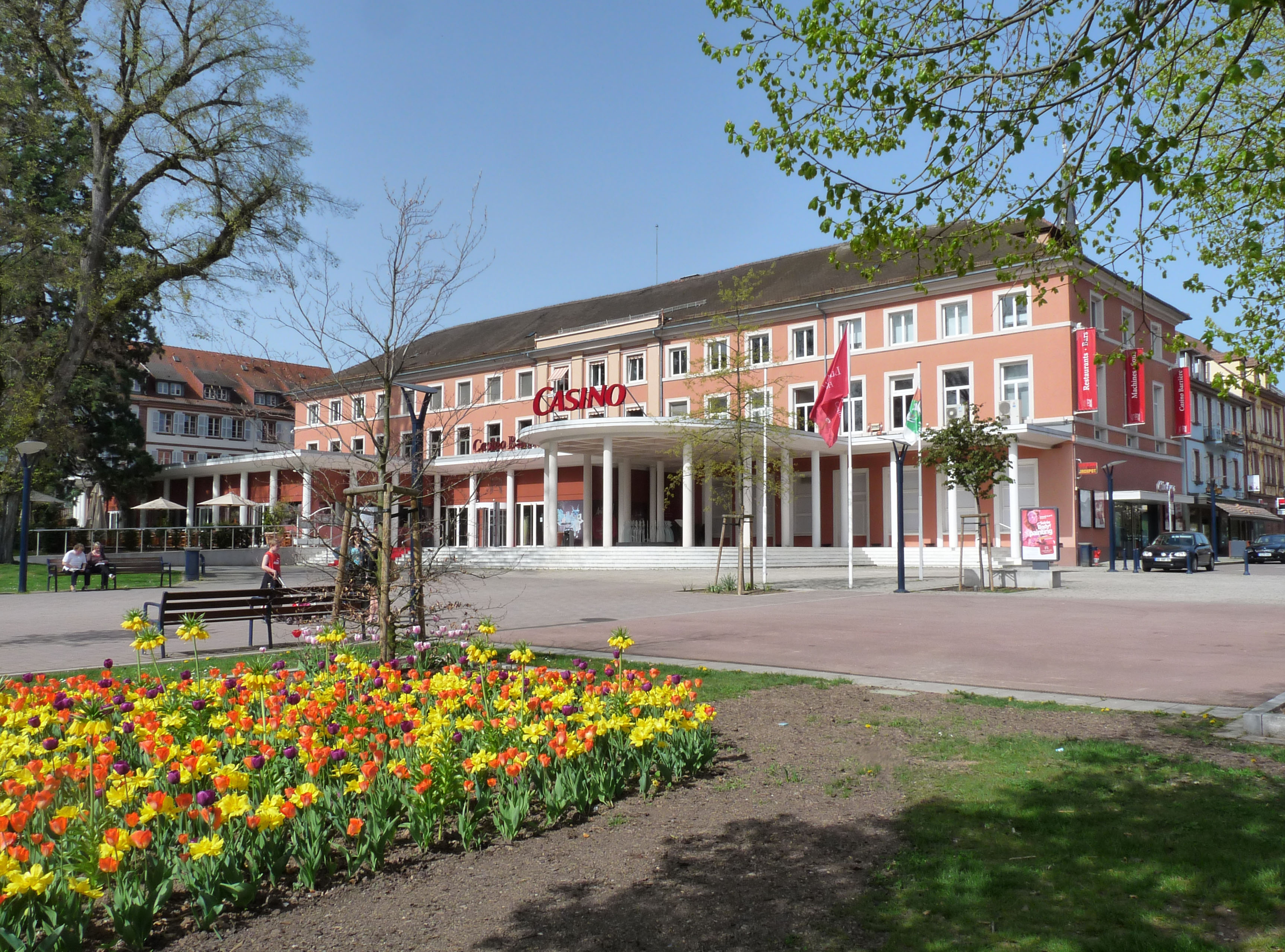
Казино «Барьер»
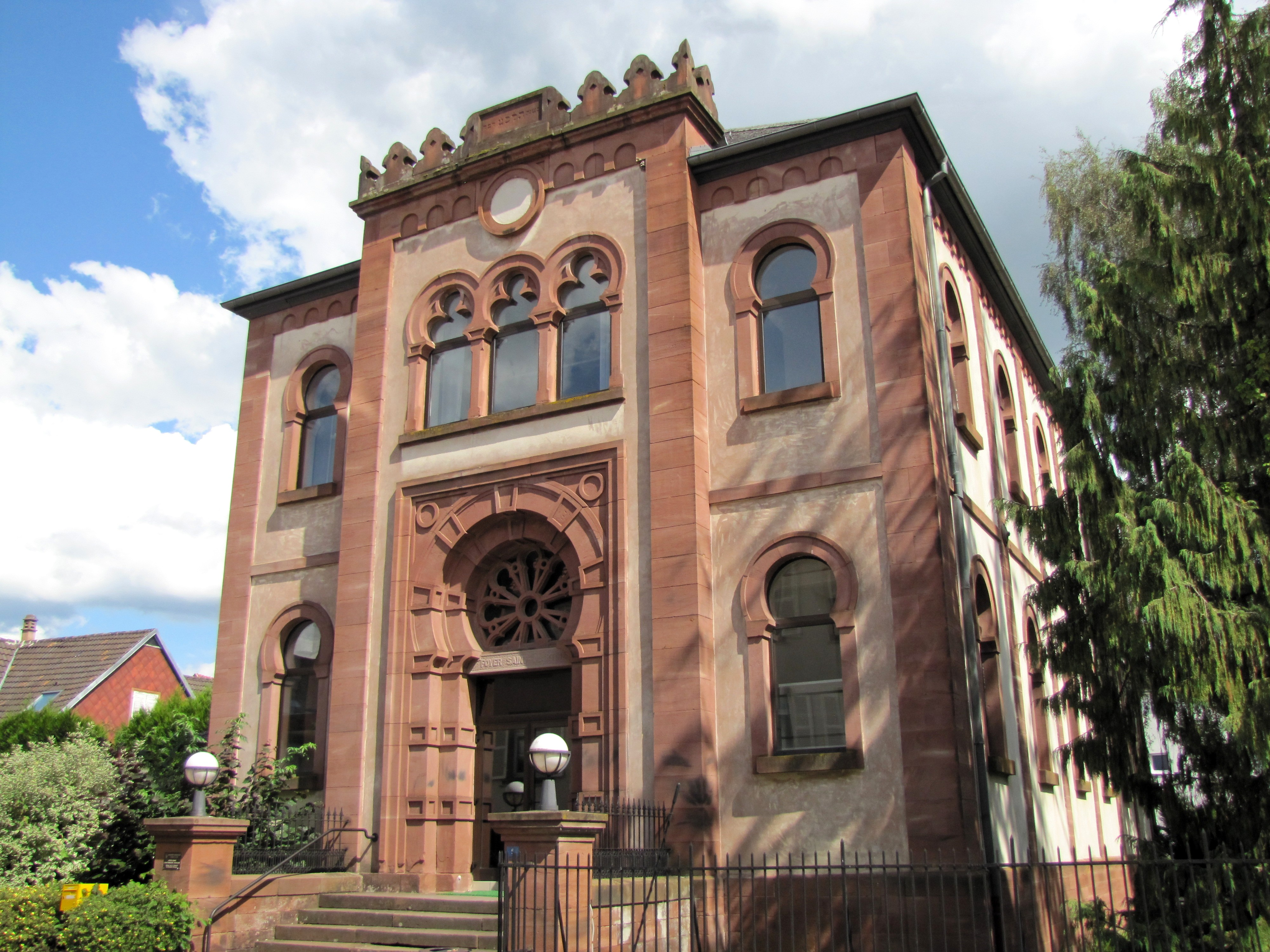
Старая синагога
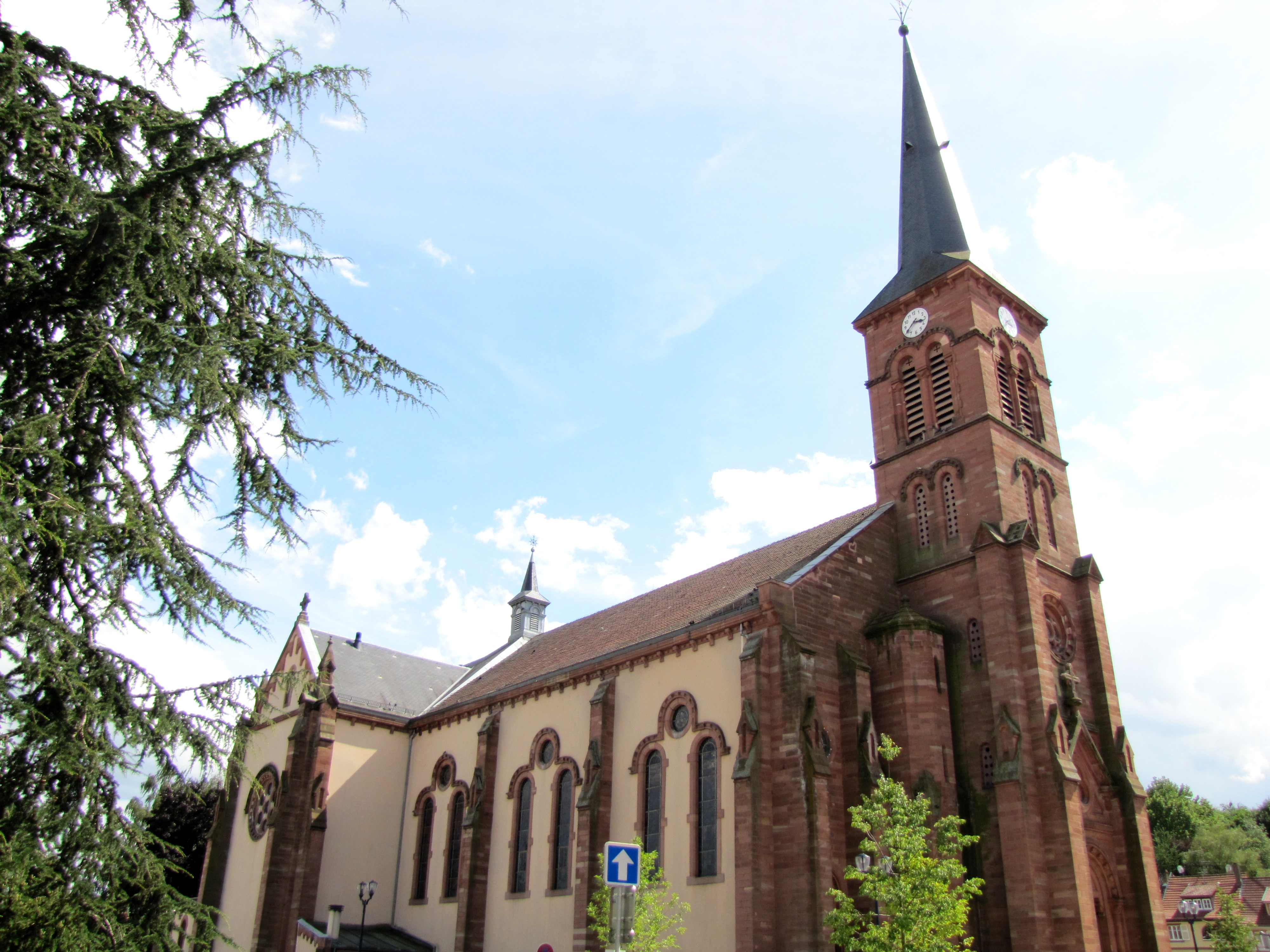
Церковь Сен-Мартен
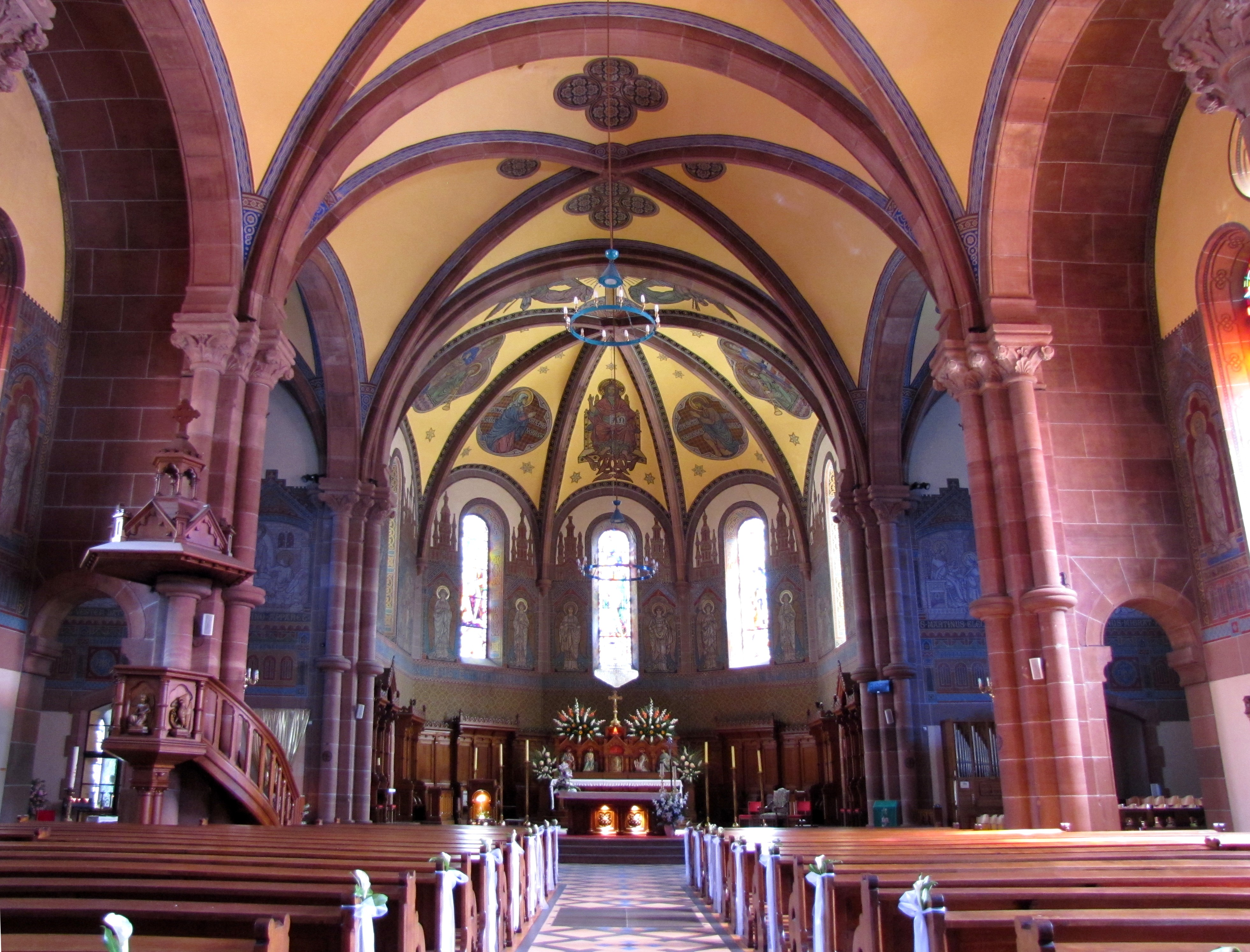
Интерьер церкви
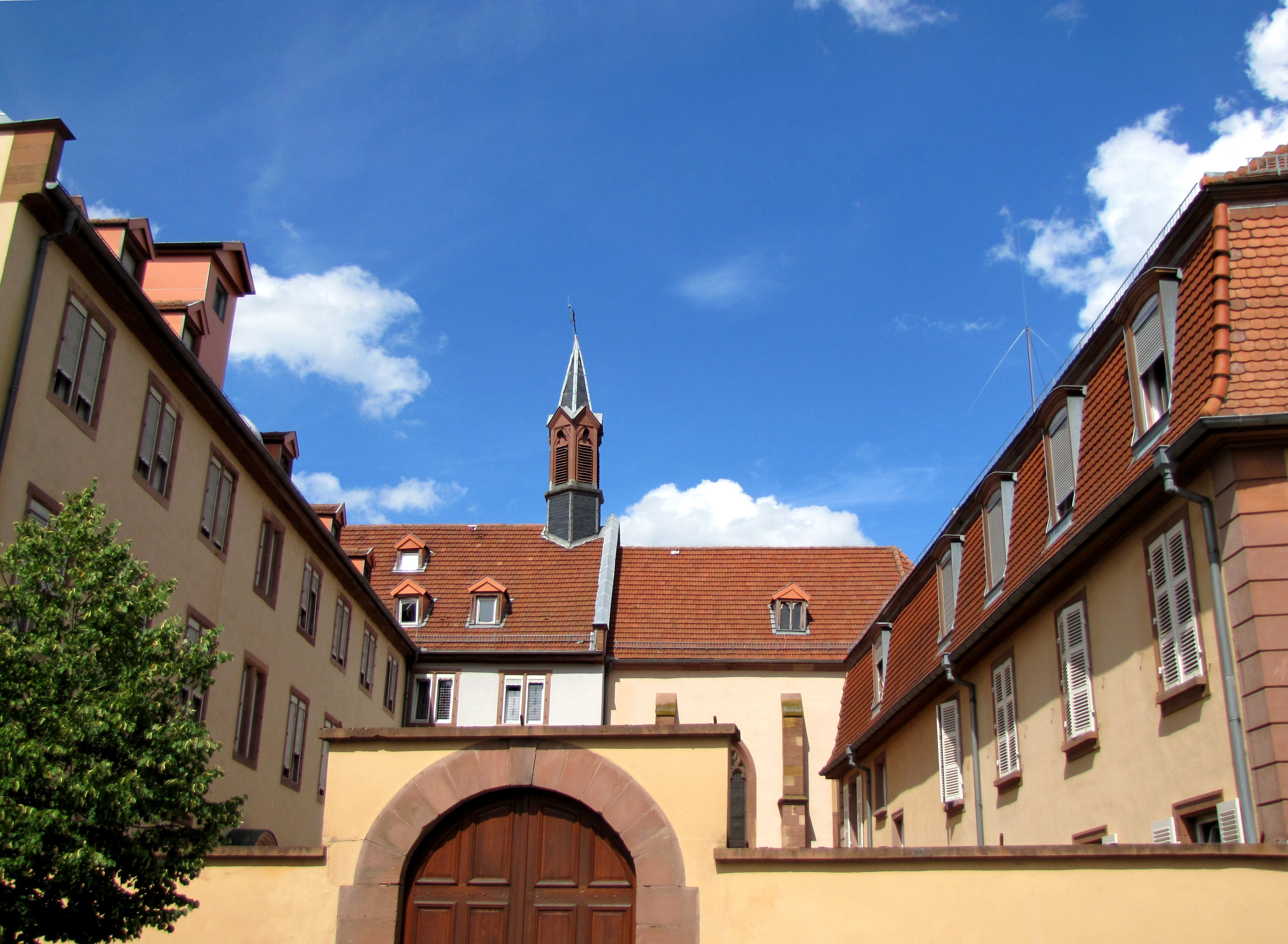
Монастырь Сестёр Святого-Спасителя
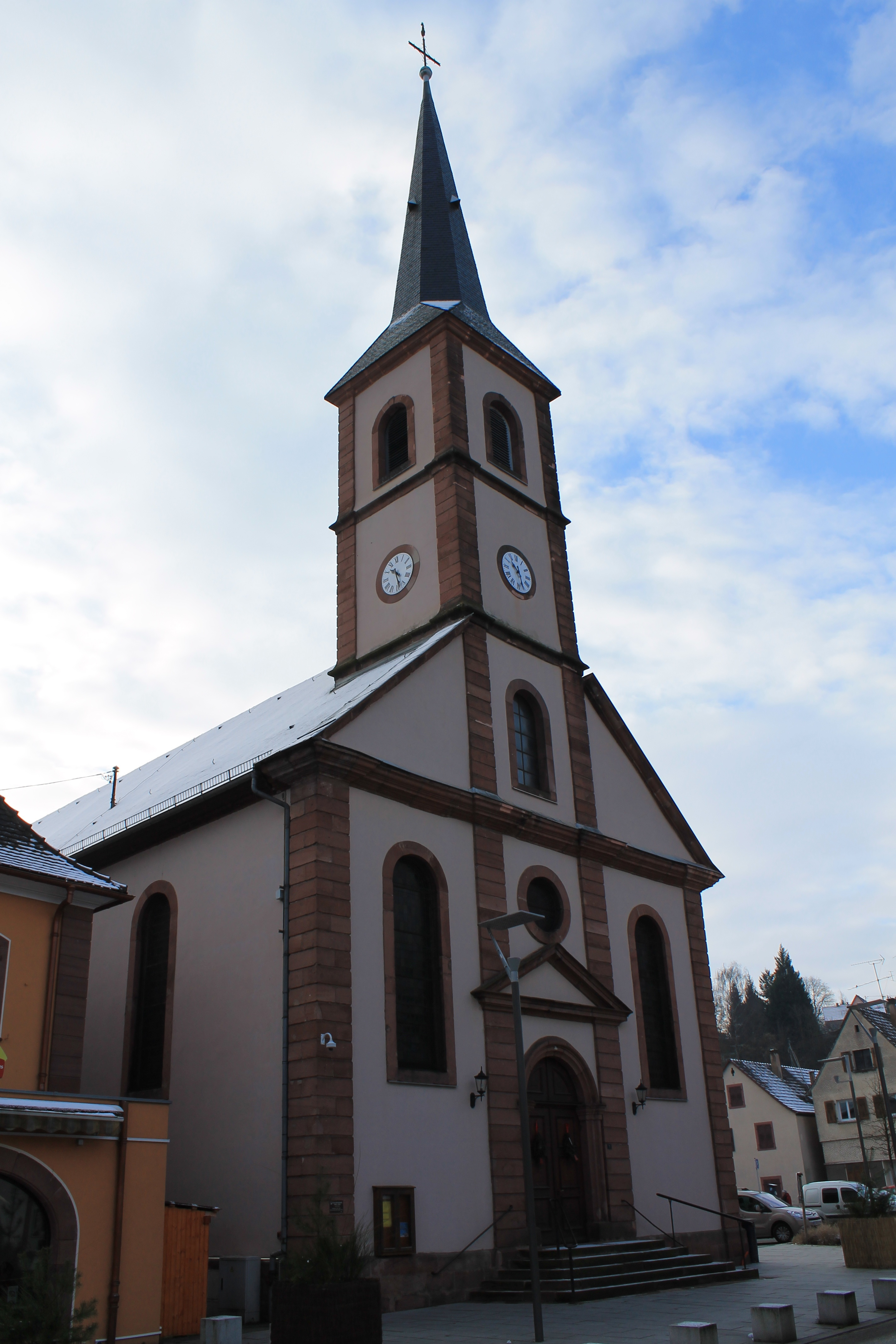
Протестантская церковь Сен-Жан